# Provincia di Mamoré
La provincia di Mamoré è una delle 8 province del dipartimento di Beni, nella parte settentrionale della Bolivia. Il capoluogo è San Joaquín.
Secondo il censimento del 2001 possedeva una popolazione di 13.695 abitanti.

## Geografia antropica

### Suddivisioni amministrative
La provincia è suddivisa in tre comuni:
- Puerto Siles
- San Joaquín
- San Ramón